# Malvina Hoffman
Pour les articles homonymes, voir Hoffman.
Malvina Cornell Hoffman, née en 1885 ou 1887 à New York, et morte le 10 juillet 1966 dans la même ville, est une sculptrice américaine.

## Biographie
Malvina Hoffman naît le 15 juin 1885 ou le 15 juin 1887 à New York,. Elle est la fille de Richard Hoffman, pianiste, et de Fidelia Marshall Lamson. Elle passe ses premières années à New York. Son père, né en Angleterre, était un pianiste de renommée internationale qui est venu pour la première fois aux États-Unis pour accompagner Jenny Lind, une soprano suédoise.
Elle étudie la peinture avec John White Alexander à l'Art Students League of New York, et la sculpture avec Gutzon Borglum et à Paris avec Auguste Rodin en 1910, où elle apprend la sculpture, le modelage et les techniques de fonderie.
Son œuvre la plus importante est une série de sculptures représentant les races humaines.
Elle a résidé 25 villa Santos-Dumont, à Paris.
Elle meurt le 10 juillet 1966 dans sa ville natale.

## Galerie

Malvina Hoffman, Mort Exquise, marbre, 1913.
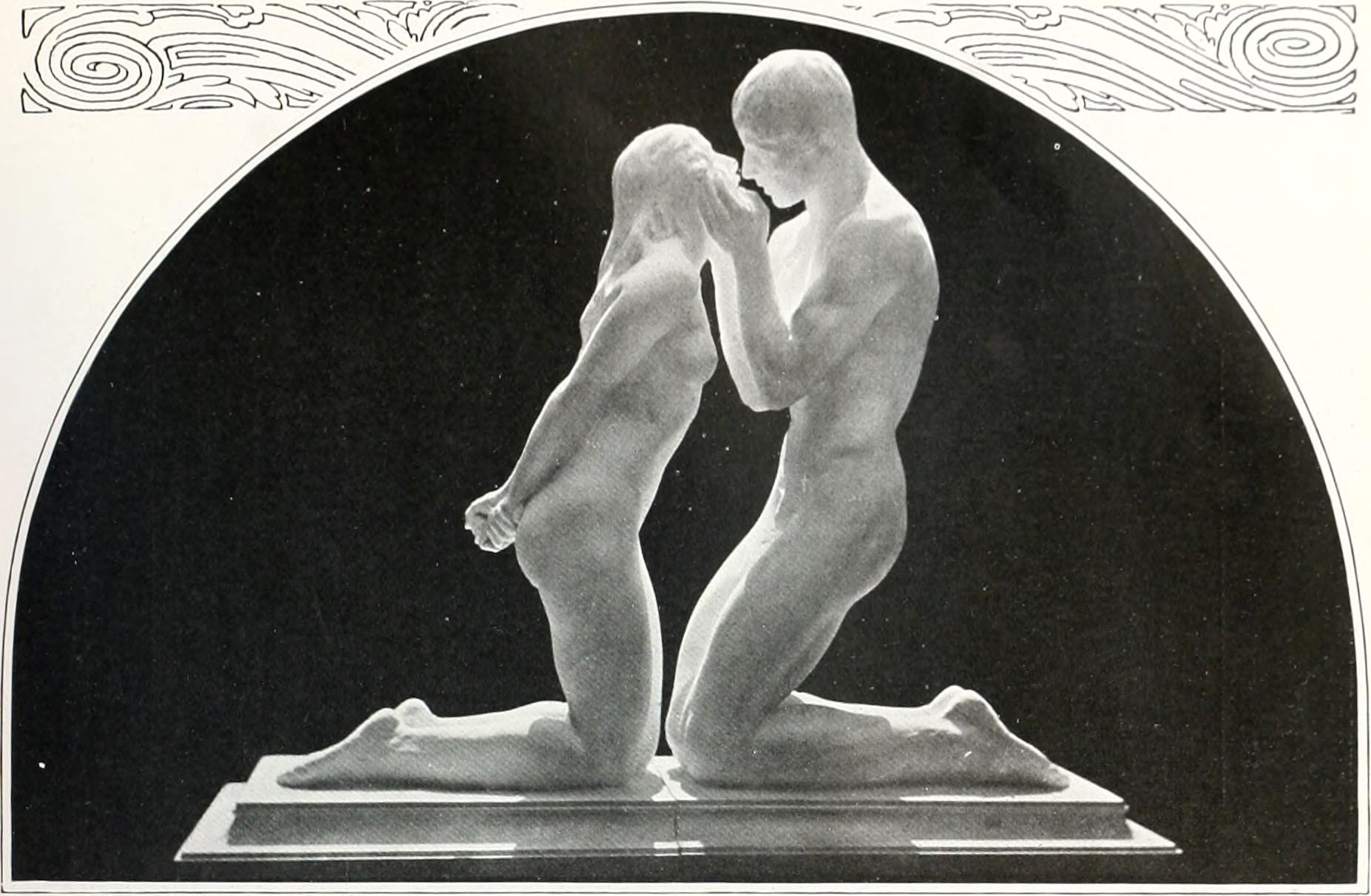
The Offering, bronze, 1920, Glenbow Museum, Calgary, Alberta, Canada.
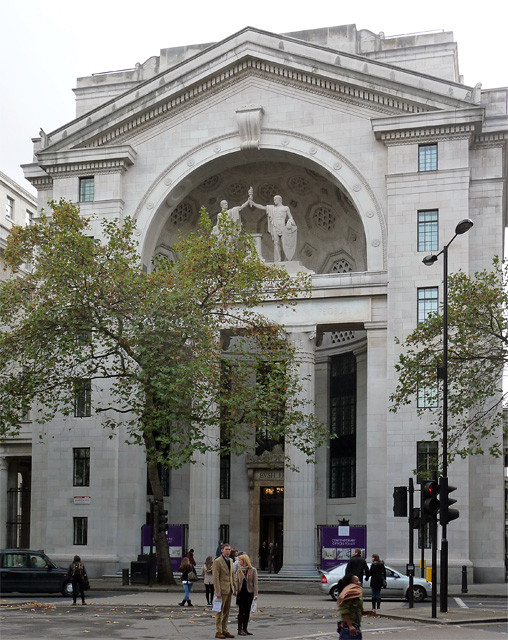
Bush House, Aldwych, (deux statues).